# Dulce Pinzón
Dulce Pinzón (Ciudad de México, 1974) es una fotógrafa mexicana. Su trabajo oscila entre la fotografía documental y la fotografía construida. Una de sus series más conocidas es La verdadera historia los superhéroes, la cual realizó mientras residía en Brooklyn, Estados Unidos, y donde retrata a migrantes ilegales latinoamericanos representando el papel de superhéroes de tiras cómicas; en 2012 se publicó como libro. Su trabajo ha sido publicado y expuesto en América, Europa, Asia y Oceanía. Es considerada por la revista Forbes como una de los 50 mexicanos más creativos de 2015.

## Biografía
Pinzón nació en México en 1974. Estudió Comunicación de Medios en la Universidad de Las Américas en Puebla, "México en la fotografía" en la Universidad de Indiana en Pensilvania y en el Centro Internacional de Fotografía en Nueva York.

## Proyectos
Su obra ha aparecido en revistas como Vice, Marie Claire, Mother Jones, Rolling Stone y en diarios como The New York Times, The Guardian, The Washington Post, La Jornada, Reforma y El País. En 2011, la celebración Fotográfica Bogotá, tuvo a México como invitado de honor y contó con la participación de 15 fotógrafos mexicanos, entre ellos, Dulce Pinzón. De igual manera, en ese año sus fotografías fueron parte de la exposición de fotógrafos mexicanos llamada "Mundos Contemporáneos: 25 fotógrafos contemporáneos", en el bloque "comunidad"; la muestra recorrió instituciones culturales de España, Bélgica, Irlanda y Polonia. En 2012, su trabajo fue expuesto en Nueva York dentro del marco de la sexta edición de PINTA, "la feria de arte latinoamericano más grande y representativa de Estados Unidos".

### La verdadera historia de los superhéroes
La serie está compuesta por 20 fotografías de color de inmigrantes mexicanos vistiendo disfraces de superhéroes estadounidenses y mexicanos conocidos. Pinzón dividió cada obra de arte en cinco partes: 1) nombre del héroe, 2) nombre del o la trabajadora diario 3) nombre de su país de origen, 4) qué trabajo realiza el trabajador para sobrevivir, 5) y la cantidad de remesas económicas que envían semanalmente a su país de origen.
El objetivo principal de este proyecto, hecho en 2006, era hacer un homenaje a los migrantes mexicanos en EUA, particularmente en Nueva York; un homenaje a la valentía y determinación de estas mujeres y estos varones quienes, sin la ayuda de ningún poder sobrenatural, trabajan muchas horas en condiciones extremas y por sueldos bajos, los cuales ahorran para enviarlos a sus familias y comunidades en México como remesas que muchas veces permite la supervivencia de dichas familias y comunidades.
Pinzón realizó esta obra influenciada por su nostalgia hacia México y utilizando la cultura pop como medio para entender su mirada a través del arte. Su proyecto demuestra que, a través del consumo, se puede personalizar, hacer mash-ups o re-inventar elementos para crear significados nuevos.El proyecto de Pinzón sirvió para concientizar sobre esta problemática latina y su función en la sociedad de los Estados Unidos.
Un ejemplo de estos diarios de superhéroes es el de Noé Reyes quién tenía 37 años en ese momento. Para la foto, Reyes se vistió de Superman mientras entregaba comida en un restaurante.  Otro ejemplo es el de Minerva Valencia, disfrazada de Catwoman. Minerva llegó a Nueva York de Puebla a trabajar como niñera. Cada semana enviaba 400 dólares.
Este proyecto ha sido expuesto en Casa de la Cultura de Nuevo León y en el Instituto Cultural Mexicano como parte de la muestra Espejos: Artistas mexicanos contemporános en los Estados Unidos.

### The Wonderful Life of Andy
Es una serie que consiste de retratos que plasman la vida de Andy “una joven mujer contemporánea que vive apasionadamente el espíritu y la estética de los años 50s. Logra ser un modelo y una inspiración para toda una generación de jóvenes que siguen cada paso de su vida junto a su ex-esposo Vincent (vocalista del grupo Rebel Cats) y su pequeño hijo Maximiliano”

### Multirracial
Consiste en una serie de retratos a diferentes personas que reflejan el mestizaje; tienen el objetivo de “desestabilizar la raza como un concepto y también los prejuicios fundamentados en eso". Las personas que aparecen en las fotografías están vestidas en color azul, rojo o amarillo, "las barreras naturales entre los colores primarios, resaltan cuán artificiales y fluidas son las barreras entre diversas 'razas'".

### Historias del paraíso
La clausura del Museo de Historia Natural de Puebla, sirvió como punto de partida para realizar las fotografías, para las cuales utilizó diferentes elementos de montaje como animales plásticos, fruta, queso, individuos disfrazados de animales o estereotipos eróticos; de igual manera, propone una reflexión sobre la relación entre el ser humano y la naturaleza, específicamente sobre "calentamiento global y devastación de flora y fauna". "A través de fotografías de un cuidado estético y técnico memorable, Pinzón lleva a los espectadores por cada rincón de un museo casi circense que deviene tétrico".

### Lotería
Dulce Pinzón se inspiró en la cultura dividida de las y los mexicanos en Nueva York para mostrar este concepto de dualismo en su proyecto "Lotería". Tomó imágenes de la Lotería mexicana conocidas y las proyectó sobre cuerpos desnudos de sus amigos en Nueva York. Esto es también ejemplifica el concepto de Fernando Ortiz de transculturacion. Al utilizar las imágenes de la "Lotería" en los cuerpos humanos de residentes de Nueva York, demuestra cual es el contador de cultura-flujos a través de los patrones de migración de las personas, el cual es una forma de remesas culturales.

## Exposiciones
INDIVIDUALES
- 2009 SI SEULEMENT J'AVAIS PU TE PARLER, Mexican Consulate, Montreal, Canadá
- 2008 The Real Story of the Superheroes, Trinity University, San Antonio, TX
- 2007Reflecting Culture: Evolution of American Comic Book, Montclair Museum of Art, NJ
- 2006 The Real Story of the Superheroes, Museo Diego Rivera, Ciudad de México

COLECTIVAS
- 2009 Volver, Arte Latinoamérica y Memoria, Casa América & ART, Madrid, Spain
- 2008 A Declaration of Immigration, National Museum of Mexican Art, Chicago
- 2007 S-File El Museo's 5th Bienal, El Museo del Barrio, New York
- 2007 No Distance Is More Awesome, Galería de la Raza, San Francisco, CA
- 2006 XII Bienal de Fotografía, Centro de la Imagen, Ciudad de México
- 2005 Espejos: Mexican Contemporary Art. Mexican Consulate, Washington D. C.
- 2004 XXIV Encuentro Nacional de Joven. Museo de Arte Contemporáneo, Aguascalientes.

## Premios y nominaciones
- 2002: Reconocimiento Jóvenes Creadores/FONCA México.[6]
- 2006: Mención Honorífica en Santa Fe Center for Photography, Nuevo México.[19]
- 2006: Ganadora de la duodécima edición del Mexican Biennial de El Centro de La Imagen.[6]
- 2006: New York Foundation fot the Arts Fellow in Photography.[19]
- 2007: Artist Alliance, Andy Warhol, The Greenwall Foung & National Endowment for the Arts.[19]
- 2007: Artist in the Market Place. The Bronx Museum, Nueva York.[19]
- 2008: Ford Foundation Fellowship, Nueva York.[19]
- 2010: The Daea Foundation/Sea Change Residences Award.[6]
- 2010: PERRIER Premio de Adquisición en Zona Maco México.[6]
- 2012: Invitada a tomar parte del reconocido festival de fotografía ‘Les Rencontres D’Arles Photographie’ en Francia. La participación en este festival le otorgó una nominación al prestigioso premio Prix Pictet.[6]
- 2012: Mención Honorífica en la décima edición del FEMSA biennial.[6]

## Catálogos
La obra artística de Dulce Pinzón ha sido parte de una variedad de proyectos escritos e impresos en distintos países donde se han publicado fragmentos de su trabajo o colaboraciones. A continuación se encuentra el listado de dichos trabajos organizados por la serie de fotografías a la que hace referencia: La Verdadera Historia de los Superheroes, Gente que Quiero y Trayectoria.

### La Verdadera Historia de los Superhéroes
- Intimidades[20]
- Superhéroes[21]
- superHUMAN[22]
- Biennial[23]
- Changing The Focus: Latin American Photography 1990 - 2005[24]
- Locatarios y visitantes[25]
- Face Contact[26]
- Espejos/Mirrors[27]
- En Crisisss... América Latina, Arte y Confrontación[28]
- No sabe / No contesta[29]
- Vos rêves nous dérangent[30]
- Superhéroes[31]
- Palazzo delle Arti Napoli: Los Impolíticos[32]
- Beyond re/production mothering[33]
- Cotidiano Latino / US[34]
- Art & agenda[35]
- Exit[36]
- México a través de la fotografía 1839 - 2010[37]
- Caras vemos corazones no sabemos[38]

### Gente que Quiero
- El Ojo de tu vecino[39]

### Trayectoria
- Cuartoscuro[40]
- May introduce you? / Vol. 2[41]